# Wilson County (North Carolina)
Wilson County ist ein County im Bundesstaat North Carolina der Vereinigten Staaten. Der Verwaltungssitz (County Seat) ist Wilson.

## Geographie
Das County liegt im mittleren Osten von North Carolina und hat eine Fläche von 969 Quadratkilometern, wovon 8 Quadratkilometer Wasserfläche sind. Es grenzt im Uhrzeigersinn an folgende Countys: Nash County, Edgecombe County, Pitt County, Greene County, Wayne County und Johnston County.
Wilson County ist in zehn Townships aufgeteilt: Black Creek, Cross Roads, Gardners, Old Fields, Saratoga, Springhill, Stantonsburg, Taylors, Toisnot und Wilson.

## Geschichte
Wilson County wurde am 13. Februar 1855 aus Teilen des Edgecombe County, Johnston County, Nash County und des Wayne County gebildet. Benannt wurde es, ebenso wie die Bezirkshauptstadt Wilson, nach Louis D. Wilson, einem Politiker und Offizier, der im Mexikanisch-Amerikanischen Krieg gefallen ist.
28 Bauwerke und Stätten des Countys sind insgesamt im National Register of Historic Places eingetragen (Stand 18. März 2018).

## Demografische Daten
Nach der Volkszählung im Jahr 2000 lebten im Wilson County 73.814 Menschen. Davon wohnten 1.865 Personen in Sammelunterkünften, die anderen Einwohner lebten in 28.613 Haushalten und 19.771 Familien. Die Bevölkerungsdichte betrug 77 Einwohner pro Quadratkilometer. Ethnisch betrachtet setzte sich die Bevölkerung zusammen aus 55,83 Prozent Weißen, 39,33 Prozent Afroamerikanern, 0,27 Prozent amerikanischen Ureinwohnern, 0,42 Prozent Asiaten, 0,02 Prozent Bewohnern aus dem pazifischen Inselraum und 3,21 Prozent aus anderen ethnischen Gruppen; 0,92 Prozent stammten von zwei oder mehr Ethnien ab. 6,04 Prozent der Bevölkerung waren spanischer oder lateinamerikanischer Abstammung.
Von den 28.613 Haushalten hatten 31,9 Prozent Kinder unter 18 Jahren, die bei ihnen lebten. 48,1 Prozent davon waren verheiratete, zusammenlebende Paare, 16,5 Prozent waren alleinerziehende Mütter und 30,9 Prozent waren keine Familien. 26,4 Prozent waren Singlehaushalte und in 10,2 Prozent lebten Menschen mit 65 Jahren oder älter. Die Durchschnittshaushaltsgröße betrug 2,51 und die durchschnittliche Familiengröße war 3,03 Personen.
25,6 Prozent der Bevölkerung waren unter 18 Jahre alt. 9,1 Prozent zwischen 18 und 24 Jahre, 28,8 Prozent zwischen 25 und 44 Jahre, 23,6 Prozent zwischen 45 und 64, und 12,9 Prozent waren 65 Jahre alt oder älter. Das Durchschnittsalter betrug 36 Jahre. Auf alle weiblichen Personen kamen 91,3 männliche Personen. Auf alle Frauen im Alter von 18 Jahren oder darüber kamen 87,2 Männer.
Das jährliche Durchschnittseinkommen eines Haushalts betrug 33.116 $, das einer Familie 41.551 $. Männer hatten ein durchschnittliches Einkommen von 30.364 $, Frauen 21.997 $. Das Prokopfeinkommen betrug 17.102 $. 18,5 Prozent der Bevölkerung und 13,8 Prozent der Familien lebten unterhalb der Armutsgrenze. Darunter waren 24,7 Prozent der Kinder und Jugendlichen unter 18 Jahren und 21,3 Prozent der Personen im Alter ab 65 Jahren.